# Großschnaidbach
Der Großschnaidbach (auch Großgschnaidtbach) ist ein rechter Zubringer zum Gaflenzbach zwischen Gaflenz und Weyer in Oberösterreich.
Er entspringt bei Bretboding, einer Ortslage von Großgschnaidt und fließt in einem großen Bogen um den Lindauer Berg (1084 m ü. A.) und entwässert dessen Nordflanke, bevor er nach Süden schwenkt und den von links kommenden Forstaubach aufnimmt und knapp unterhalb den aus Kleingschnaidt abfließenden Kleinschnaidbach, der sogar über ein etwas größeres Einzugsgebiet verfügt als der Großschnaidbach. Der Großschnaidbach passiert danach die Rotte Lohnsitz und fließt bei Lindau von rechts in den Gaflenzbach. Er umfasst dabei ein Einzugsgebiet von 7,94 km² in großteils bewaldeter Landschaft.